# Kostel Nanebevzetí Panny Marie (Fryčovice)
Kostel Nanebevzetí Panny Marie stojí na mírné skalnaté vyvýšenině na levém břehu řeky Ondřejnice v dolní části obce Fryčovice v okrese Frýdek-Místek. Pochází z doby okolo roku 1345 a je považována za jednu z prvních kamenných církevních staveb v okolí. Kostel je chráněn jako kulturní památka České republiky.